# Słowo kluczowe (informatologia)
Słowo kluczowe – znaczący wyraz przejęty z tytułu lub tekstu dokumentu do reprezentowania jego treści.

## Zastosowanie
Słowa kluczowe stosowane są w większości artykułów naukowych w celu oznaczenia w sposób maksymalnie syntetyczny zawartości. Ułatwiają one klasyfikację treści przez osoby opracowujące w bibliotekach naukowych, a także ułatwiają dotarcie do nich przez czytelników. Najczęściej słowa kluczowe podawane są w języku angielskim lub w języku artykułu. Pojęcie w tej definicji jest również adekwatne w odniesieniu do wyszukiwarek internetowych, gdzie ze względu na zachowanie kompatybilności z przyjętym nazewnictwem instrukcji używa się słowa keyword.
Również jednostka leksykalna języka słów kluczowych.